# Danh sách loài trong chi Drosophila
Drosophila là một chi ruồi thuộc họ Drosophilidae. Chi này được thống kê có hơn 1.500 loài được mô tả, nhưng ước tính có hơn vài nghìn loài. Alfred Sturtevant thậm chí còn chia Drosophila thành nhiều phân chi, bao gồm Drosophila, Sophophora, và Dorsilopha.

## A
- D. abjuncta - Hardy, 1965
- D. abregolineata - Duda, 1925
- D. abron - Burla, 1954
- D. abure - Burla, 1954
- D. acanthomera - Tsacas, 2001
- D. acanthoptera - Wheeler, 1949
- D. acanthos - Kam and Pereira in O'Grady et al., 2003
- D. acanthostoma - Hardy and Kaneshiro, 1968
- D. acelidota - Tsacas, 2004
- D. aceti - Kollar in Heeger, 1851
- D. achlya - Hardy, 1966
- D. acroria - Wheeler and Takada in Wheeler et al., 1962
- D. acrostichalis - Hardy, 1965
- D. acrostigma - Tsacas and Chassagnard, 1999
- D. acuminanus - Hunter, 1989
- D. acutilabella - Stalker, 1953
- D. adamisa - Chassagnard and Tsacas in Chassagnard et al., 1997
- D. adamsi - Wheeler, 1959
- D. addisoni - Pavan, 1950
- D. adiastola - Hardy, 1965
- D. adunca - Hardy, 1965
- D. adventitia - Hardy, 1965
- D. aenicta - Hardy, 1966
- D. afer - Tan, Hsu and Sheng, 1949
- D. affinidisjuncta - Hardy, 1978
- D. affinis - Sturtevant, 1916
- D. afoliolata - Zhang and Toda in Zhang, Toda and Watabe, 1995
- D. agitona - Hardy, 1965
- D. aglaia - Hardy, 1965
- D. aguape - Val and Marques, 1996
- D. agumbensis - Prakash and Reddy, 1978
- D. akai - Burla, 1954
- D. akoko - Magnacca and O'Grady, 2008
- D. alafumosa - Patterson and Mainland in Patterson, 1943
- D. alagitans - Patterson and Mainland in Patterson, 1943
- D. alani - Pipkin, 1964
- D. albescens - Frota-Pessoa, 1954
- D. albicans - Frota-Pessoa, 1954
- D. albifacies - Hardy, 1965
- D. albincisa - de Meijere, 1911
- D. albipes - Walker, 1852
- D. albirostris - Sturtevant, 1921
- D. albomarginata - Duda, 1927
- D. albomicans - (Duda, 1923)
- D. albonotata - de Meijere, 1911
- D. aldrichi - Patterson in Patterson and Crow, 1940
- D. alei - Brncic, 1962
- D. alexanderae - Pipkin, 1964
- D. alexandrei - Cordeiro, 1951
- D. alfari - Sturtevant, 1921
- D. algonquin - Sturtevant and Dobzhansky, 1936
- D. alladian - Burla, 1954
- D. allochroa - Tsacas, 2002
- D. aloma - Tsacas in Tsacas and Lachaise, 1981
- D. alpina - Burla, 1948
- D. alsophila - Hardy and Kaneshiro, 1971
- D. alternolineata - Duda, 1925
- D. altiplanica - Brncic and Koref-Santibanez, 1957
- D. altissima - Tsacas, 1980
- D. altukhovi - Imasheva, Lazebny, Cariou, David and Tsacas, 1994
- D. amaguana - Vela and Rafael, 2004
- D. ambigua - Pomini, 1940
- D. ambochila - Hardy and Kaneshiro, 1971
- D. americana - Spencer, 1938
- D. amita - Hardy, 1965
- D. amphibolos - Tsacas and Chassagnard, 1990
- D. amplipennis - Malloch, 1934
- D. amydrospilota - Hardy, 1965
- D. analis - Macquart, 1843
- D. analspina - Singh and Negi, 1995
- D. ananassae - Doleschall, 1858
- D. anapuu - Magnacca and O'Grady, 2009
- D. anceps - Patterson and Mainland, 1944
- D. ancora - Okada, 1968
- D. ancyla - Hardy, 1965
- D. andamanensis - Gupta and Ray-Chaudhuri, 1970
- D. andamanensis - Parshad and Singh, 1971
- D. angor - Lin and Ting, 1971
- D. angularis - Okada, 1956
- D. angustibucca - Duda, 1925
- D. anisoctena - Tsacas, 1980
- D. annularis - Sturtevant, 1916
- D. annulimana - Duda, 1927
- D. annulipes - Duda, 1924
- D. annulosa - Vilela and Bächli, 1990
- D. anomalipes - Grimshaw, 1901
- D. anomelani - Reddy and Krishnamurthy, 1973
- D. anoplostoma - Hardy and Kaneshiro, 1968
- D. antecedens - Kam and Pereira in O'Grady et al., 2003
- D. anthrax - Hardy, 1965
- D. antillea - Heed, 1962
- D. antioquia - Vilela and Bächli, 2000
- D. antonietae - Tidon-Sklorz and Sene, 2001
- D. apag - Vela and Rafael, 2005
- D. apectinata - Duda, 1931
- D. apicalis - Hardy, 1977
- D. apicespinata - Zhang and Gan, 1986
- D. apicipuncta - Hardy, 1965
- D. apicisetae - Hardy, 1965
- D. apiki - Magnacca and O'Grady, 2009
- D. aplophallata - Zhang and Toda in Zhang, Toda and Watabe, 1995
- D. apodasta - Hardy, 1965
- D. apodemata - Okada and Carson, 1983
- D. appendiculata - Malloch, 1934
- D. aquila - Hardy, 1965
- D. aracataca - Vilela and Val, 1983
- D. aracea - Heed and Wheeler, 1957
- D. aragua - Vilela and Pereira, 1982
- D. araicas - Pavan and Nacrur, 1950
- D. araiotrichia - Hardy, 1965
- D. arane - Hunter, 1992
- D. arapuan - da Cunha and Pavan in Pavan and da Cunha, 1947
- D. ararama - Pavan and da Cunha, 1947
- D. arassari - da Cunha and Frota-Pessoa in Pavan and da Cunha, 1947
- D. araucana - Brncic, 1957
- D. arauna - Pavan and Nacrur, 1950
- D. arawakana - Heed, 1962
- D. arboloco - Hunter, 1979
- D. arcosae - Vela and Rafael, 2001
- D. arcuata - Hardy, 1965
- D. argenteifrons - Wheeler, 1954
- D. arizonae - Ruiz, Heed and Wasserman, 1990
- D. artecarina - Takada and Momma, 1975
- D. artigena - Hardy, 1965
- D. asahinai - Okada, 1964
- D. ashburneri - Tsacas, 1984
- D. asiri - Vela and Rafael, 2005
- D. asketostoma - Hardy, 1965
- D. assita - Hardy and Kaneshiro, 1969
- D. asticta - Tsacas, 2004
- D. atacamensis - Brncic and Wheeler in Brncic, 1987
- D. atalaia - Vilela and Sene, 1982
- D. athabasca - Sturtevant and Dobzhansky, 1936
- D. atra - Walker, 1852
- D. atrata - Burla and Pavan, 1953
- D. atrifacies - Hardy and Kaneshiro in Hardy et al., 2001
- D. atrimentum - Hardy and Kaneshiro, 1971
- D. atripex - Bock and Wheeler, 1972
- D. atroscutellata - Hardy, 1966
- D. attenuata - Hardy, 1965
- D. attigua - Hardy and Kaneshiro, 1969
- D. audientis - (Lin and Ting, 1971)
- D. auraria - Peng, 1937
- D. aurea - Patterson and Mainland, 1944
- D. aureata - Wheeler, 1957
- D. aureopallescens - Pipkin, 1964
- D. auriculata - Toda, 1988
- D. austroheptica - Tsaur and Lin, 1991
- D. austrosaltans - Spassky, 1957
- D. avicennai - Maca, 1988
- D. azteca - Sturtevant and Dobzhansky, 1936

## Mục lục
- A B C D E F G H I J K L M N O P Q R S T U V W X Y Z
- Đầu
- Tham khảo

## B
- D. badia - Hardy, 1965
- D. bageshwarensis - Singh, Dash and Fartyal, 2004
- D. bahunde - Tsacas, 1980
- D. bai - Watabe and Liang in Watabe et al., 1990
- D. baimaii - Bock and Wheeler, 1972
- D. bakondjo - Tsacas, 1980
- D. bakoue - Tsacas and Lachaise, 1974
- D. balioptera - Hardy, 1965
- D. balneorum - Sturtevant, 1927
- D. bandeirantorum - Dobzhansky and Pavan, 1943
- D. barbarae - Bock and Wheeler, 1972
- D. barbata - Magnacca and O'Grady, 2009
- D. barutani - Watabe and Liang in Watabe et al., 1990
- D. basimacula - Hardy, 1965
- D. basisetae - Hardy and Kaneshiro, 1968
- D. basisetosa - Hardy, 1965
- D. batmani - Vilela and Bächli, 2005
- D. baucipyga - Lachaise and Chassagnard, 2001
- D. beardsleyi - Hardy, 1965
- D. bella - Lin and Ting, 1971
- D. belladunni - Heed and Krishnamurthy, 1959
- D. beppui - Toda and Peng, 1989
- D. berryi - Cockerell, 1923
- D. bhagamandalensis - Muniyappa, Reddy, and Krishnamurthy, 1981
- D. biarmipes - Malloch, 1924
- D. biauraria - Bock and Wheeler, 1972
- D. bicondyla - Hardy, 1965
- D. bicornuta - Bock and Wheeler, 1972
- D. bifasciata - Pomini, 1940
- D. bifidiprocera - Zhang and Gan, 1986
- D. bifilum - Frota-Pessoa, 1954
- D. bifurca - Patterson and Wheeler, 1942
- D. bifurcada - Hunter, 1992
- D. bimorpha - Singh and Gupta, 1981
- D. binocularis - Zhang and Toda in Brake and Bachli, 2008
- D. bipectinata - Duda, 1923
- D. bipolita - Hardy, 1965
- D. bipunctata - Patterson and Mainland in Patterson, 1943
- D. birchii - Dobzhansky and Mather, 1961
- D. biseriata - Hardy, 1965
- D. bisetata - Toda, 1988
- D. bishtii - Singh and Negi, 1995
- D. bivibrissae - Toda, 1988
- D. bizonata - Kikkawa and Peng, 1938
- D. blanda - Statz, 1940
- D. blumelae - Pipkin and Heed, 1964
- D. bocainensis - Pavan and da Cunha, 1947
- D. bocainoides - Carson, 1954
- D. bocki - Baimai, 1979
- D. bocqueti - Tsacas and Lachaise, 1974
- D. bodemannae - Pipkin and Heed, 1964
- D. boletina - Duda, 1927
- D. boliviana - Duda, 1927
- D. bomarea - Hunter, 1979
- D. bondarenkoi - Sidorenko, 1993
- D. boraceia - Vilela and do Val, 2004
- D. borborema - Vilela and Sene, 1977
- D. borealis - Patterson, 1952
- D. bostrycha - Hardy, 1965
- D. brachynephros - Okada, 1956
- D. brachytarsa - Chassagnard and Tsacas in Chassagnard et al., 1997
- D. brahmagiriensis - Muniyappa, Reddy, and Krishnamurthy, 1981
- D. breuerae - Rocha, 1971
- D. brevicarinata - Patterson and Wheeler, 1942
- D. brevicilia - Hardy, 1965
- D. brevina - Wheeler, 1981
- D. brevipapilla - Zhang, 2000
- D. brevis - Walker, 1852
- D. brevissima - Hardy, 1965
- D. brevitabula - Zhang and Toda, 1992
- D. brevitarsus - Hardy, 1965
- D. bridwelli - Hardy, 1965
- D. briegeri - Pavan and Breuer, 1954
- D. brncici - Hunter and Hunter, 1964
- D. bromeliae - Sturtevant, 1921
- D. bromelioides - Pavan and da Cunha, 1947
- D. brunettii - Ray-Chaudhuri and Mukherjee, 1941
- D. brunneicrus - Hardy and Kaneshiro in Hardy et al., 2001
- D. brunneifrons - Hardy, 1965
- D. brunneisetae - Hardy, 1965
- D. bunnanda - Schiffer and McEvey, 2006
- D. burlai - Tsacas and Lachaise, 1974
- D. burmae - Toda, 1986
- D. busckii - Coquillett, 1901
- D. buzzatii - Patterson and Wheeler, 1942

## Mục lục
- A B C D E F G H I J K L M N O P Q R S T U V W X Y Z
- Đầu
- Tham khảo

## C
- D. caccabata - Hardy, 1965
- D. calceolata - Duda, 1926
- D. calidata - Takada, Beppu and Toda, 1979
- D. californica - Sturtevant, 1923
- D. calloptera - Schiner, 1868
- D. camargoi - Dobzhansky and Pavan in Pavan, 1950
- D. camaronensis - Brncic, 1957
- D. campylophalla - Tsacas, 2006
- D. canadiana - Takada and Yoon, 1989
- D. canalinea - Patterson and Mainland, 1944
- D. canalinioides - Wheeler, 1957
- D. canavalia - Magnacca and O'Grady, 2008
- D. canescens - Duda, 1927
- D. canipolita - Hardy, 1965
- D. canuta - Hardy, 1965
- D. capitata - Hardy, 1965
- D. capnoptera - Patterson and Mainland, 1944
- D. caponei - Pavan and da Cunha, 1947
- D. capricorni - Dobzhansky and Pavan, 1943
- D. carablanca - Hunter, 1979
- D. carbonaria - Patterson and Wheeler, 1942
- D. carcinophila - Wheeler, 1960
- D. cardini - Sturtevant, 1916
- D. cardinoides - Dobzhansky and Pavan, 1943
- D. caribiana - Heed, 1962
- D. carioca - Vilela and Bächli, 2004
- D. cariouae - Tsacas in Tsacas et al., 1985
- D. caripe - Vilela and Bächli, 2000
- D. carlosvilelai - Vela and Rafael, 2001
- D. carnosa - Hardy, 1965
- D. carolinae - Vilela, 1983
- D. carsoni - Wheeler, 1957
- D. cathara - Tsacas, 2004
- D. cauverii - Muniyappa, Reddy and Prakash, 1982
- D. cellaris - Oken, 1815
- D. ceratostoma - Hardy, 1966
- D. cestri - Brncic, 1978
- D. chaetocephala - Hardy and Kaneshiro, 1979
- D. chaetopeza - Hardy, 1965
- D. chamundiensis - Sajjan and Krishnamurthy, 1972
- D. chamundiensis - Sajjan and Krishnamurthy, 1975
- D. changuinolae - Wheeler and Magalhaes, 1962
- D. charmadensis - Gowda and Krishnamurthy, 1972
- D. chauvacae - Tsacas, 1984
- D. cheda - Tan, Hsu and Sheng, 1949
- D. cheongi - Takada and Momma, 1975
- D. chicae - Hardy and Kaneshiro in Hardy et al., 2001
- D. chimera - Kam and Pereira in O'Grady et al., 2003
- D. chisaca - Hunter, 1989
- D. choachi - Hunter, 1992
- D. ciliaticrus - Hardy, 1965
- D. cilifemorata - Hardy, 1965
- D. cilifera - Hardy and Kaneshiro, 1968
- D. ciliotarsa - Gupta and Gupta, 1990
- D. cilitarsis - Hering, 1940
- D. circumdata - Duda, 1926
- D. clara - Hardy and Kaneshiro in Hardy et al., 2001
- D. clarinervis - Toda, 1986
- D. clavata - Hardy, 1965
- D. clavisetae - ardy, 1966
- D. clavitibia - Hardy, 1965
- D. claytonae - Hardy and Kaneshiro, 1969
- D. clydonia - Hardy, 1965
- D. cnecopleura - Hardy, 1965
- D. coffeata - Williston, 1896
- D. coffeina - Schiner, 1868
- D. cogani - Tsacas and Disney, 1974
- D. cognata - Grimshaw, 1901
- D. colmenares - Hunter, 1989
- D. colobos - Tsacas, 2004
- D. colorata - Walker, 1849
- D. comatifemora - Hardy, 1965
- D. comoe - Burla, 1954
- D. comorensis - Tsacas in Lemeunier et al., 1997
- D. comosa - Wheeler, 1968
- D. condormachay - Vela and Rafael, 2005
- D. confertidentata - Zhang, Li and Feng, 2006
- D. conformis - Hardy, 1965
- D. confutata - Hardy, 1965
- D. conjectura - Hardy, 1965
- D. conspicua - Grimshaw, 1901
- D. constricta - Okada and Carson, 1983
- D. contorta - Hardy, 1965
- D. converga - Heed and Wheeler, 1957
- D. cordata - Sturtevant, 1942
- D. cordeiroi - Brncic, 1978
- D. cornixa - Takada, Momma and Shima, 1973
- D. cornutitarsus - Hardy and Kaneshiro, 1979
- D. coroica - Wasserman, 1962
- D. couturieri - Tsacas, 2006
- D. cracens - Hardy, 1965
- D. craddockae - Kaneshiro and Kambysellis, 1999
- D. crassa - Patterson and Mainland, 1944
- D. crispipennis - Okada and Carson, 1983
- D. crossoptera - Wheeler and Takada in Wheeler et al., 1962
- D. crucigera - Grimshaw, 1902
- D. cryptica - De and Gupta, 1996
- D. cryptica - Hardy and Kaneshiro in Hardy et al., 2001
- D. cuaso - Bächli, Vilela and Ratcov, 2000
- D. cuauhtemoci - Felix and Dobzhansky in Felix et al., 1976
- D. cubicivittata - Okada, 1966
- D. cundinamarca - Vilela and Bächli, 2000
- D. curiosa - Hardy and Kaneshiro in O'Grady et al., 2001
- D. curta - Chassagnard and Tsacas in Chassagnard et al., 1997
- D. curticilia - Hardy, 1965
- D. curtitarsis - Hardy and Kaneshiro in Hardy et al., 2001
- D. curvapex - Frota-Pessoa, 1954
- D. curvata - Hardy, 1977
- D. curvicapillata - Duda, 1923
- D. curviceps - Okada and Kurokawa, 1957
- D. curvispina - Watabe and Toda, 1984
- D. curvitibia - Hardy, 1965
- D. cuscungu - Vela and Rafael, 2005
- D. cuzcoica - Duda, 1927
- D. cyrtoloma - Hardy, 1969

## Mục lục
- A B C D E F G H I J K L M N O P Q R S T U V W X Y Z
- Đầu
- Tham khảo

## D
- D. dacunhai - Mourao and Bicudo, 1967
- D. daruma - Okada, 1956
- D. dasycnemia - Hardy, 1965
- D. davidgrimaldii - Vilela and Bächli, 1990
- D. davidi - Tsacas, 1975
- D. debilis - Walker, 1849
- D. decemseriata - Hendel, 1936
- D. decolor - Tsacas and Chassagnard, 1994
- D. deflecta - Malloch in Malloch and McAtee, 1924
- D. deltaneuron - Bryan, 1938
- D. demipolita - Hardy, 1965
- D. denieri - Blanchard, 1938
- D. denotata - Hardy, 1965
- D. denticulata - Bock and Wheeler, 1972
- D. dentilabia - Magnacca and O'Grady, 2009
- D. dentissima - Bock and Wheeler, 1972
- D. desallei - Magnacca and O'Grady, 2009
- D. desavrilia - Tsacas, 1985
- D. desbaratabaile - Hunter, 1979
- D. desertorum - Wasserman, 1962
- D. diama - Burla, 1954
- D. diamphidia - Hardy, 1965
- D. diamphidiopoda - Hardy, 1965
- D. dianensis - Gao, Watabe, Toda, Zhang and Aotsuka, 2003
- D. dicropeza - Hardy and Kaneshiro, 1979
- D. dictena - Tsacas and Chassagnard, 1992
- D. differens - Hardy and Kaneshiro, 1975
- D. diffusa - Hardy, 1965
- D. digressa - Hardy and Kaneshiro, 1968
- D. dilacerata - Becker, 1919
- D. diminuens - Hardy, 1965
- D. dimitra - Tsacas in Tsacas and Lachaise, 1981
- D. dimitroides - Chassagnard and Tsacas in Chassagnard et al., 1997
- D. diplacantha - Tsacas and David, 1977
- D. diplochaeta - Tsacas, 2003
- D. discreta - Hardy and Kaneshiro, 1968
- D. disjuncta - Hardy, 1965
- D. dispar - Mather, 1955
- D. dissita - Hardy, 1965
- D. distinguenda - Hardy, 1965
- D. divaricata - Hardy and Kaneshiro, 1971
- D. dives - Hardy and Kaneshiro in Hardy et al., 2001
- D. divisa - Duda, 1927
- D. dobzhanskii - Patterson, 1943
- D. dolichotarsis - Hardy, 1966
- D. dolomata - Hardy, 1965
- D. dominicana - Ayala, 1965
- D. dominici - Dwivedi, 1982
- D. dorsalis - Walker, 1865
- D. dorsigera - Hardy, 1965
- D. dorsivitta - Walker, 1861
- D. dorsociliata - Hardy, 1965
- D. dossoui - Chassagnard, 1991
- D. dracaenae - Hardy, 1965
- D. dreyfusi - Dobzhansky and Pavan, 1943
- D. dumalis - Hardy, 1965
- D. dumuya - Burla, 1954
- D. dunni - Townsend and Wheeler, 1955
- D. dyaramankana - Burla, 1954
- D. dyula - Burla, 1954

## Mục lục
- A B C D E F G H I J K L M N O P Q R S T U V W X Y Z
- Đầu
- Tham khảo

## E
- D. echinostoma - Kam and Pereira in O'Grady et al., 2003
- D. ecuatoriana - Vela and Rafael, 2004
- D. editinares - Okada, 1966
- D. elegans - Bock and Wheeler, 1972
- D. eleonorae - Tosi et al., 1990
- D. elliptica - Sturtevant, 1942
- D. ellisoni - Vilela, 1983
- D. elongata - Sturtevant, 1927
- D. emarginata - Sturtevant, 1942
- D. eminentiula - Zhang and Shi in Zhang, Toda and Watabe, 1995
- D. enderbyi - Hutton, 1902
- D. endobranchia - Carson and Wheeler, 1968
- D. engyochracea - Hardy, 1965
- D. enhydrobia - Bächli and Tsacas, 2005
- D. eniwae - Takada, Beppu and Toda, 1979
- D. enoplotarsus - Hardy, 1965
- D. entrichocnema - Hardy, 1965
- D. eohydei - Wasserman, 1962
- D. epiobscura - Parshad and Duggal, 1966
- D. eprocessata - Zhang and Toda in Zhang, Toda and Watabe, 1995
- D. equinoxialis - Dobzhansky, 1946
- D. ercepeae - Tsacas and David, 1975
- D. erebopis - Tsacas, 2004
- D. erecta - Tsacas and Lachaise, 1974
- D. eremophila - Wasserman, 1962
- D. eskoi - Lakovaara and Lankinen, 1974
- D. eugracilis - Bock and Wheeler, 1972
- D. eumecothrix - Hardy, 1965
- D. eupyga - Tsacas, 1981
- D. euronotus - Patterson and Ward, 1952
- D. eurypeza - Hardy, 1965
- D. exiguitata - Takada, Momma and Shima, 1973
- D. eximia - Hardy, 1965
- D. expansa - Hardy, 1965
- D. ezoana - Takada and Okada, 1958

## Mục lục
- A B C D E F G H I J K L M N O P Q R S T U V W X Y Z
- Đầu
- Tham khảo

## F
- D. facialba - Heed and Wheeler, 1957
- D. facialis - Adams, 1905
- D. fairchildi - Pipkin and Heed, 1964
- D. falleni - Wheeler, 1960
- D. fasciculisetae - Hardy, 1965
- D. fascigera - Hardy and Kaneshiro in Hardy et al., 2001
- D. fasciola - Williston, 1896
- D. fascioloides - Dobzhansky and Pavan, 1943
- D. fastigata - Hardy, 1965
- D. fengkainensis - Chen in Brake and Bachli, 2008
- D. ferruginea - Becker, 1919
- D. ficusphila - Kikkawa and Peng, 1938
- D. fima - Burla, 1954
- D. flavibasis - Hardy, 1965
- D. flavicauda - Toda, 1991
- D. flaviceps - Grimshaw, 1901
- D. flavimedifemur - Zhang and Toda, 1988
- D. flavisternum - Hardy, 1965
- D. flavitibiae - Toda, 1986
- D. flavohirta - Malloch, 1924
- D. flavomontana - Patterson, 1952
- D. flavopilosa - Frey, 1919
- D. flavopinicola - Wheeler, 1954
- D. flavopleuralis - Takada, Momma and Shima, 1973
- D. flexa - Loew, 1866
- D. flexipes - Hardy and Kaneshiro, 1968
- D. florae - Sturtevant, 1916
- D. flumenicola - Watabe and Peng, 1991
- D. fluminensis - Vilela and Bächli, 2004
- D. fluvialis - Toda and Peng, 1989
- D. fontdevilai - Vela and Rafael, 2001
- D. forficata - Hardy and Kaneshiro, 1979
- D. formella - Hardy and Kaneshiro, 1972
- D. formosana - Duda, 1926
- D. formosana - Sturtevant, 1927
- D. fraburu - Burla, 1954
- D. fragilis - Wheeler, 1949
- D. franii - Hunter, 1989
- D. freilejoni - Hunter, 1979
- D. freiremaiai - Vilela and Bächli, 2000
- D. freycinetiae - Hardy, 1965
- D. frolovae - Wheeler, 1949
- D. fronto - Walker, 1852
- D. frotapessoai - Vilela and Bächli, 1990
- D. fruhstorferi - Duda, 1924
- D. fulgida - Hardy and Kaneshiro in Hardy et al., 2001
- D. fulva - Watabe and Li in Watabe et al., 1993
- D. fulvalineata - Patterson and Wheeler, 1942
- D. fulvimacula - Patterson and Mainland, 1944
- D. fulvimaculoides - Wasserman and Wilson, 1957
- D. fumifera - Wheeler and Takada, 1964
- D. fumipennis - Duda, 1925
- D. fundita - Hardy, 1965
- D. fundomaculata - Duda, 1925
- D. funebris - (Fabricius, 1787)
- D. fungiperda - Hardy, 1966
- D. furcatarsus - Hardy and Kaneshiro, 1979
- D. furva - Hardy, 1965
- D. furvifacies - Hardy, 1965
- D. fusca - Coquillett, 1900
- D. fuscicostata - Okada, 1966
- D. fuscifrons - Hardy, 1965
- D. fuscipennis - Duda, 1927
- D. fuscoamoeba - Bryan, 1934
- D. fuscoapex - Hardy, 1965
- D. fuscolineata - Duda, 1925
- D. fusticula - Hardy, 1965
- D. fustiformis - Zhang and Liang, 1993
- D. fusus - Okada, 1988
- D. fuyamai - Toda, 1991

## Mục lục
- A B C D E F G H I J K L M N O P Q R S T U V W X Y Z
- Đầu
- Tham khảo

## G
- D. gagne - Kam and Pereira in O'Grady et al., 2003
- D. gangotrii - Muniyappa and Reddy, 1981
- D. gani - Liang and Zhang in Watabe et al., 1990
- D. gapudi - Ruiz-Fiegalan, 2003
- D. gasici - Brncic, 1957
- D. gata - Lachaise and Chassagnard, 2001
- D. gaucha - Jaeger and Salzano, 1953
- D. gemmula - Hardy, 1965
- D. gentica - Wheeler and Takada in Wheeler et al., 1962
- D. gibberosa - Patterson and Mainland in Patterson, 1943
- D. gibbinsi - Aubertin, 1937
- D. gigas - Duda, 1925
- D. gilvilateralis - Hardy, 1965
- D. giriensis - Prakash and Reddy, 1977
- D. glabriapex - Hardy and Kaneshiro, 1968
- D. gladius - Magnacca and O'Grady, 2009
- D. gorokaensis - Okada and Carson, 1982
- D. goureaui - Hardy in Hardy and Kaneshiro, 1972
- D. gouveai - Tidon-Sklorz and Sene, 2001
- D. gradata - Hardy and Kaneshiro, 1968
- D. greeni - Bock and Wheeler, 1972
- D. greerae - Pipkin and Heed, 1964
- D. grimshawi - Oldenberg, 1914
- D. griseicollis - Becker, 1919
- D. griseolineata - Duda, 1927
- D. guacamaya - Bächli and Vilela, 2002
- D. guanche - Monclus, 1976
- D. guangdongensis - Toda and Peng, 1989
- D. guaraja - King, 1947
- D. guaru - Dobzhansky and Pavan, 1943
- D. guayllabambae - Rafael and Arcos, 1988
- D. gubleri - Hardy, 1966
- D. gundensis - Prakash and Reddy, 1977
- D. gunungcola - Sultana, Kimura, and Toda, 1999
- D. guptai - Dwivedi, 1979
- D. guttifera - Walker, 1849
- D. gymnobasis - Hardy and Kaneshiro, 1971
- D. gymnophallus - Hardy and Kaneshiro, 1975

## Mục lục
- A B C D E F G H I J K L M N O P Q R S T U V W X Y Z
- Đầu
- Tham khảo

## H
- D. halapepe - Magnacca and O'Grady, 2008
- D. haleakalae - Grimshaw, 1901
- D. hamatofila - Patterson and Wheeler, 1942
- D. hamifera - Hardy and Kaneshiro, 1968
- D. hanaulae - Hardy, 1969
- D. hansoni - Pipkin, 1964
- D. hansonioides - Pipkin, 1966
- D. hawaiiensis - Grimshaw, 1901
- D. heedi - Hardy and Kaneshiro, 1971
- D. hei - Watabe and Peng, 1991
- D. helvetica - Burla, 1948
- D. hemianthrax - Hardy and Kaneshiro in Hardy et al., 2001
- D. hemipeza - ardy, 1965
- D. hendeli - Vilela and Bächli, 1990
- D. hermioneae - Vilela, 1983
- D. heterobristalis - Tan, Hsu and Sheng, 1949
- D. heteroneura - erkins, 1910
- D. hexachaetae - Hardy, 1965
- D. hexaspina - Singh, Dash and Fartyal, 2004
- D. hexastigma - Patterson and Mainland, 1944
- D. hexastriata - Tan, Hsu and Sheng, 1949
- D. hirticoxa - Hardy, 1965
- D. hirtipalpus - Hardy and Kaneshiro, 1968
- D. hirtipes - Lamb, 1914
- D. hirtitarsus - Hardy, 1965
- D. hirtitibia - Hardy, 1965
- D. histrio - Meigen, 1830
- D. hollisae - Vilela and Pereira, 1992
- D. hoozani - Duda, 1923
- D. huancavilcae - Rafael and Arcos, 1989
- D. huangshanensis - Watabe in Brake and Bachli, 2008
- D. huayla - Suyo, Pilares and Vasquez, 1988
- D. huaylasi - Pla and Fontdevila in Fontdevila et al., 1990
- D. hubeiensis - Sperlich and Watabe in Watabe and Sperlich, 1997
- D. huckinsi - Etges and Heed in Etges et al., 2001
- D. huichole - Etges and Heed in Etges at al., 2001
- D. huilliche - Brncic, 1957
- D. humeralis - Grimshaw, 1901
- D. hyalipennis - Duda, 1927
- D. hydei - Sturtevant, 1921
- D. hydroessa - Bächli and Tsacas, 2005
- D. hyperpolychaeta - Okada, 1988
- D. hypocausta - Osten Sacken, 1882
- D. hypomelana - Okada and Carson, 1983
- D. hystricosa - Hardy and Kaneshiro, 1969

## Mục lục
- A B C D E F G H I J K L M N O P Q R S T U V W X Y Z
- Đầu
- Tham khảo

## I
- D. ichinosei - Zhang and Toda in Zhang, Toda and Watabe, 1995
- D. ichubamba - Vela and Rafael, 2005
- D. icteroscuta - Wheeler, 1949
- D. ifestia - Tsacas, 1984
- D. iki - Bryan, 1934
- D. illata - Walker, 1860
- D. illota - Williston, 1896
- D. illusiopolita - Hardy, 1965
- D. imaii - Moriwaki and Okada in Moriwaki et al., 1967
- D. imitator - Hardy, 1965
- D. immacularis - Okada, 1966
- D. immigrans - Sturtevant, 1921
- D. imparisetae - Hardy, 1965
- D. improcera - Hardy, 1965
- D. impudica - Duda, 1927
- D. inca - Dobzhansky and Pavan, 1943
- D. inciliata - Hardy and Kaneshiro, 1968
- D. incognita - Hardy, 1965
- D. incompleta - Hardy, 1965
- D. incompta - Wheeler and Takada in Wheeler et al., 1962
- D. incongruens - Magnacca and O'Grady, 2009
- D. inebria - Kam and Pereira in O'Grady et al., 2003
- D. inedita - Hardy, 1965
- D. inexspectata - Tsacas, 1988
- D. infuscata - Grimshaw, 1901
- D. ingens - Hardy and Kaneshiro, 1971
- D. ingrata - Haliday, 1833
- D. ingrica - Hackman, 1957
- D. innubila - Spencer in Patterson, 1943
- D. inopinata - Lachaise and Chassagnard, 2002
- D. insignita - Hardy, 1965
- D. insularis - Dobzhansky in Dobzhansky et al., 1957
- D. involuta - Hardy, 1965
- D. iroko - Burla, 1954
- D. ironensis - Bock and Parsons, 1978
- D. ischnotrix - Hardy, 1965
- D. ivai - Vilela, 1983

## Mục lục
- A B C D E F G H I J K L M N O P Q R S T U V W X Y Z
- Đầu
- Tham khảo

## J
- D. jagri - Prakash and Reddy, 1979
- D. jambulina - Parshad and Paika, 1964
- D. johnstonae - Pipkin and Heed, 1964
- D. joycei - Hardy, 1965
- D. jucunda - Lamb, 1914

## Mục lục
- A B C D E F G H I J K L M N O P Q R S T U V W X Y Z
- Đầu
- Tham khảo

## K
- D. kahania - Magnacca and O'Grady, 2008
- D. kallima - Wheeler, 1957
- D. kambysellisi - Hardy and Kaneshiro, 1969
- D. kanaka - Tsacas, 1988
- D. kanapiae - Bock and Wheeler, 1972
- D. kanekoi - Watabe and Higuchi, 1979
- D. kaneshiroi - Hardy, 1977
- D. karakasa - Watabe and Liang in Watabe et al., 1990
- D. kashmirensis - Kumar and Gupta, 1985
- D. kauaiensis - Magnacca and O'Grady, 2008
- D. kauluai - Bryan, 1934
- D. kepulauana - Wheeler in Wilson et al., 1969
- D. kerteszina - Duda, 1925
- D. khansuensis - Singh, Dash and Fartyal, 2004
- D. khaoyana - Bock and Wheeler, 1972
- D. kikkawai - Burla, 1954
- D. kilalaeleele - Lapoint, Magnacca and O'Grady, 2009
- D. kilimanjarica - Lachaise and Chassagnard, 2001
- D. kinabaluana - Takada, Momma and Shima, 1973
- D. kitagawai - Toda, 1986
- D. kitumensis - Tsacas in Tsacas et al., 1985
- D. kivuensis - Tsacas, 1980
- D. koepferae - Fontdevila and Wasserman in Fontdevila et al., 1988
- D. kohkoa - Wheeler in Wilson et al., 1969
- D. kokeensis - Hardy, 1966
- D. komohana - Magnacca and O'Grady, 2009
- D. konaensis - Magnacca and O'Grady, 2008
- D. korefae - Vela and Rafael, 2004
- D. kraussi - Hardy, 1965
- D. krimbasi - Tsacas in Tsacas et al., 1985
- D. krugi - Pavan and Breuer, 1954
- D. kualapa - Magnacca and O'Grady, 2008
- D. kualii - Magnacca and O'Grady, 2009
- D. kuhao - Magnacca and O'Grady, 2008
- D. kulango - Burla, 1954
- D. kulouriensis - Fartyal and Singh in Brake and Bachli, 2008
- D. kulouriensis - Fartyal and Singh, 2007
- D. kulouriensis - Fartyal and Singh, 2007
- D. kuntzei - Duda, 1924
- D. kuoni - Burla, 1954
- D. kurseongensis - Gupta and Singh, 1977
- D. kweichowensis - Tan, Hsu and Sheng, 1949

## Mục lục
- A B C D E F G H I J K L M N O P Q R S T U V W X Y Z
- Đầu
- Tham khảo

## L
- D. lacertosa - Okada, 1956
- D. lachaisei - Tsacas, 1984
- D. lacicola - Patterson, 1944
- D. laciniosa - Hardy, 1965
- D. lacteicornis - Okada, 1965
- D. lamellitarsis - Duda, 1936
- D. lamottei - Tsacas, 1980
- D. lanaiensis - Grimshaw, 1901
- D. larifuga - Hardy, 1965
- D. lasiopoda - Hardy and Kaneshiro, 1975
- D. latebuccata - Duda, 1927
- D. latecarinata - Duda, 1927
- D. latifrons - Adams, 1905
- D. latifshahi - Gupta and Ray-Chaudhuri, 1970
- D. latigena - Hardy, 1965
- D. latipaenula - Okada and Carson, 1982
- D. lauoho - Magnacca and O'Grady, 2008
- D. lauta - Wheeler and Takada in Wheeler et al., 1962
- D. lelolua - Magnacca and O'Grady, 2009
- D. lemniscata - Hardy, 1965
- D. leoni - Pipkin, 1964
- D. leonis - Patterson and Wheeler, 1942
- D. leontia - Tsacas and David, 1977
- D. lepidobregma - Hardy, 1965
- D. leticiae - Pipkin, 1967
- D. leukorrhyna - Pipkin, 1964
- D. levii - Tsacas, 1988
- D. liae - Toda and Peng, 1989
- D. libellulosa - Tsacas and Legrand, 1979
- D. lichuanensis - Zhang and Liang, 1995
- D. limbata - von Roser, 1840
- D. limbinervis - Duda, 1925
- D. limbiventris - Duda, 1925
- D. limensis - Pavan and Patterson in Pavan and da Cunha, 1947
- D. limingi - Gao, Watabe, Toda, Zhang and Aotsuka, 2003
- D. limitata - Hardy and Kaneshiro, 1968
- D. lindae - Wheeler, 1968
- D. linearepleta - Patterson and Wheeler, 1942
- D. linearidentata - Toda, 1986
- D. linearis - Walker, 1852
- D. lineata - van der Wulp, 1881
- D. lineolata - de Meijere, 1914
- D. lineosetae - Hardy and Kaneshiro, 1968
- D. lini - Bock and Wheeler, 1972
- D. liophallus - Hardy and Kaneshiro, 1968
- D. lissodora - Hardy and Kaneshiro in Hardy et al., 2001
- D. littoralis - Meigen, 1830
- D. liui - Chen, 1988
- D. lividinervis - Duda, 1923
- D. lobatopalpus - Kam and Pereira in O'Grady et al., 2003
- D. loewi - Vilela and Bächli, 2000
- D. loiciana - Tsacas and Chassagnard, 2000
- D. longicornis - Patterson and Wheeler, 1942
- D. longicrinis - Lachaise and Chassagnard, 2002
- D. longifrons - Duda, 1923
- D. longipalpus - Magnacca and O'Grady, 2008
- D. longipectinata - Takada, Momma and Shima, 1973
- D. longiperda - Kambysellis, 1993
- D. longiserrata - Toda, 1988
- D. longiseta - Grimshaw, 1901
- D. longisetae - Zhang, Lin and Gan, 1990
- D. longissima - Okada and Carson, 1983
- D. longitarsis - Duda, 1931
- D. lowei - Heed, Crumpacker and Ehrman, 1968
- D. lucipennis - Lin in Bock and Wheeler, 1972
- D. lugubripennis - Duda, 1927
- D. luguensis - Gao, Watabe, Toda, Zhang and Aotsuka, 2003
- D. luisserrai - Vilela and Bächli, 2002
- D. lummei - Hackman, 1972
- D. lusaltans - Magalhaes, 1962
- D. luteola - Hardy, 1965
- D. lutescens - Okada, 1975
- D. lutzii - Sturtevant, 1916

## Mục lục
- A B C D E F G H I J K L M N O P Q R S T U V W X Y Z
- Đầu
- Tham khảo

## M
- D. machachensis - Vela and Rafael, 2001
- D. macquarti - Wheeler, 1981
- D. macrochaetae - Hardy, 1965
- D. macropolia - Patterson and Mainland, 1944
- D. macroptera - Patterson and Wheeler, 1942
- D. macrospina - Stalker and Spencer, 1939
- D. macrothrix - Hardy and Kaneshiro, 1968
- D. maculifrons - Duda, 1927
- D. maculinotata - Okada, 1956
- D. madeirensis - Monclus, 1984
- D. madikerii - Muniyappa and Reddy, 1981
- D. maemae - Kam and Pereira in O'Grady et al., 2003
- D. magalhaesi - Mourao and Bicudo, 1967
- D. maggulae - Gupta and Sundaran, 1990
- D. magnabadia - Patterson and Mainland in Patterson, 1943
- D. magnaquinaria - Wheeler, 1954
- D. magnimacula - Hardy, 1965
- D. magnipalpa - Hardy, 1965
- D. mahui - Magnacca and O'Grady, 2008
- D. mainlandi - Patterson, 1943
- D. majtoi - Ruiz-Fiegalan, 2003
- D. makawao - Magnacca and O'Grady, 2008
- D. malagassya - Tsacas and Rafael, 1982
- D. malayana - (Takada, 1976)
- D. malele - Magnacca and O'Grady, 2008
- D. malerkotliana - Parshad and Paika, 1964
- D. mambilla - Tsacas, 1980
- D. mandibulata - Magnacca and O'Grady, 2009
- D. mangabeirai - Malogolowkin, 1951
- D. mapiriensis - Vilela and Bächli, 1990
- D. maracaya - Wheeler, 1957
- D. margarita - Hunter, 1979
- D. mariaehelenae - Vilela, 1984
- D. mariettae - Vilela, 1983
- D. martensis - Wasserman and Wilson, 1957
- D. maryensis - Gupta and Dwivedi, 1980
- D. matae - Tsacas, 1980
- D. mathisi - Vilela, 1983
- D. matileana - Tsacas, 2002
- D. matilei - Tsacas, 1974
- D. mauritiana - Tsacas and David, 1974
- D. mawaena - Magnacca and O'Grady, 2008
- D. maya - Heed and O'Grady, 2000
- D. mayaguana - Vilela, 1983
- D. mayri - Mather and Dobzhansky, 1962
- D. mcclintockae - Pipkin, 1964
- D. mecocnemia - Hardy, 1965
- D. medialis - Hardy, 1966
- D. mediana - Hardy, 1965
- D. mediobandes - Dwivedi and Gupta, 1980
- D. medioconstricta - Watabe, Zhang and Gan in Watabe et al., 1990
- D. mediocris - Frota-Pessoa, 1954
- D. mediodelta - Heed and Wheeler, 1957
- D. mediodiffusa - Heed and Wheeler, 1957
- D. medioimpressa - Frota-Pessoa, 1954
- D. medioobscurata - Duda, 1925
- D. medioparva - Heed and Wheeler, 1957
- D. mediopicta - Frota-Pessoa, 1954
- D. mediopictoides - Heed and Wheeler, 1957
- D. mediopunctata - Dobzhansky and Pavan, 1943
- D. mediosignata - Dobzhansky and Pavan, 1943
- D. mediostriata - Duda, 1925
- D. mediovittata - Frota-Pessoa, 1954
- D. megalagitans - Wheeler and Magalhaes, 1962
- D. megapyga - Tsacas, 1981
- D. megaspis - Bezzi, 1908
- D. megasticta - Hardy, 1965
- D. meitanensis - Tan, Hsu and Sheng, 1949
- D. melanica - Sturtevant, 1916
- D. melanissima - Sturtevant, 1916
- D. melanocephala - ardy, 1966
- D. melanogaster - Meigen, 1830
- D. melanoloma - Hardy, 1965
- D. melanopedis - Hardy, 1965
- D. melanoptera - Duda, 1927
- D. melanosoma - Grimshaw, 1901
- D. melanura - Miller, 1944
- D. melina - Wheeler, 1962
- D. mellea - Becker, 1919
- D. mercatorum - Patterson and Wheeler, 1942
- D. meridiana - Patterson and Wheeler, 1942
- D. meridionalis - Wasserman, 1962
- D. merina - Tsacas in Lemeunier et al., 1997
- D. merzi - Vilela and Bächli, 2002
- D. mesophragmatica - Duda, 1927
- D. mesostigma - Frota-Pessoa, 1954
- D. metasetigerata - Gupta and Kumar, 1986
- D. mettleri - Heed, 1977
- D. metzii - Sturtevant, 1921
- D. mexicana - Macquart, 1843
- D. microdenticulata - Panigrahy and Gupta, 1983
- D. microlabis - Seguy, 1938
- D. micromelanica - Patterson in Sturtevant and Novitski, 1941
- D. micromettleri - Heed, 1989
- D. micromyia - Hardy and Kaneshiro, 1975
- D. micropectinata - Takada and Momma, 1975
- D. microralis - Tsacas in Tsacas and Lachaise, 1981
- D. milleri - Magalhaes, 1962
- D. milolii - Magnacca and O'Grady, 2008
- D. mimetica - Bock and Wheeler, 1972
- D. mimica - Hardy, 1965
- D. mimiconformis - Hardy, 1965
- D. mimiconfutata - Hardy, 1965
- D. minangkabau - Zhang and Toda in Zhang, Toda and Watabe, 1995
- D. minuta - Walker, 1852
- D. miranda - Dobzhansky, 1935
- D. mitchelli - Hardy, 1965
- D. mitis - Curran, 1936
- D. mojavensis - Patterson in Patterson and Crow, 1940
- D. moju - Pavan, 1950
- D. mojuoides - Wasserman, 1962
- D. molokaiensis - Grimshaw, 1901
- D. momortica - Graber, 1957
- D. monieri - McEvey and Tsacas in McEvey et al., 1987
- D. monochaeta - Sturtevant, 1927
- D. monocolor - Wheeler, 1981
- D. montana - Patterson and Wheeler, 1942
- D. montgomeryi - Hardy and Kaneshiro, 1971
- D. montium - de Meijere, 1916
- D. morelia - Vilela and Bächli, 2004
- D. morena - Frota-Pessoa, 1954
- D. moriwakii - Okada and Kurokawa, 1957
- D. mucunae - Okada and Carson, 1982
- D. mukteshwarensis - Joshi, Fartyal and Singh, 2005
- D. mulleri - Sturtevant, 1921
- D. mulli - Perreira and Kaneshiro, 1991
- D. multiciliata - Hardy and Kaneshiro in Hardy et al., 2001
- D. multidentata - Watabe and Zhang in Watabe et al., 1990
- D. multispina - Okada, 1956
- D. munda - Spencer, 1942
- D. murphyi - Hardy and Kaneshiro, 1969
- D. musae - Hardy, 1965
- D. musaphilia - Hardy, 1965
- D. mutica - Toda, 1988
- D. myamaungi - Toda, 1991
- D. mycethophila - Goureau, 1865
- D. mysorensis - Reddy and Krishnamurthy, 1970

## Mục lục
- A B C D E F G H I J K L M N O P Q R S T U V W X Y Z
- Đầu
- Tham khảo

## N
- D. nagarholensis - Prakash and Reddy, 1980
- D. nainitalensis - Singh and Bhatt, 1988
- D. nakanoi - Zhang and Toda in Zhang, Toda and Watabe, 1995
- D. nalomano - Magnacca and O'Grady, 2009
- D. nanella - Hardy, 1965
- D. nannoptera - Wheeler, 1949
- D. nappae - Vilela, Valente and Basso-da-Silva, 2004
- D. narragansett - Sturtevant and Dobzhansky, 1936
- D. nasuta - Lamb, 1914
- D. nasutoides - Okada, 1964
- D. natasha - Gornostayev, 1992
- D. navojoa - Ruiz, Heed and Wasserman in Ruiz et al., 1990
- D. nebulosa - Sturtevant, 1916
- D. neoalagitans - Wheeler and Magalhaes, 1962
- D. neobaimai - Singh and Dash, 1998
- D. neobusckii - Toda, 1986
- D. neocardini - Streisinger, 1946
- D. neochracea - Wheeler, 1959
- D. neoclavisetae - Perreira and Kaneshiro, 1991
- D. neocordata - Magalhaes, 1956
- D. neoelegans - Gupta and Singh, 1977
- D. neoelliptica - Pavan and Magalhaes in Pavan, 1950
- D. neogata - Lachaise and Chassagnard, 2001
- D. neogrimshawi - Hardy and Kaneshiro, 1968
- D. neoguaramunu - Frydenberg, 1956
- D. neohydei - Wasserman, 1962
- D. neohypocausta - Lin and Wheeler in Lin and Tseng, 1973
- D. neoimmigrans - Gai and Krishnamurthy, 1982
- D. neokadai - Kaneko and Takada, 1966
- D. neokhaoyana - Singh and Dash, 1998
- D. neokuntzei - Singh and Gupta, 1981
- D. neolacteicornis - Hegde and Krishna in Hegde et al., 1999
- D. neomitra - Chassagnard and Tsacas in Chassagnard et al., 1997
- D. neomorpha - Heed and Wheeler, 1957
- D. neonasuta - Sajjan and Krishnamurthy, 1972
- D. neoperkinsi - Hardy and Kaneshiro, 1968
- D. neopicta - Hardy and Kaneshiro, 1968
- D. neorepleta - Patterson and Wheeler, 1942
- D. neosaltans - Pavan and Magalhaes in Pavan, 1950
- D. neosignata - Kumar and Gupta, 1988
- D. neotestacea - Grimaldi, James and Jaenike, 1992
- D. neotrapezifrons - Ranganath, Krishnamurthy and Hegde, 1983
- D. nepalensis - Okada, 1955
- D. nesiota - Wheeler and Takada in Wheeler et al., 1962
- D. nesoetes - Bock and Wheeler, 1972
- D. neutralis - Hardy, 1965
- D. ngemba - Tsacas, 1980
- D. nigella - Hardy, 1965
- D. nigra - Grimshaw, 1901
- D. nigrasplendens - Pipkin, 1964
- D. nigrialata - Takada, Momma and Shima, 1973
- D. nigribasis - Hardy, 1969
- D. nigriceps - Meigen, 1838
- D. nigricincta - Frota-Pessoa, 1954
- D. nigricruria - Patterson and Mainland in Patterson, 1943
- D. nigriculter - Okada, 1988
- D. nigridentata - Watabe, Toda and Peng in Zhang, Toda and Watabe, 1995
- D. nigrifemur - Duda, 1927
- D. nigrilineata - Angus, 1967
- D. nigripalpus - Hardy, 1965
- D. nigritarsus - Hardy, 1965
- D. nigrocirrus - Hardy, 1965
- D. nigrodigita - (Lin and Ting, 1971)
- D. nigrodumosa - Wasserman and Fontdevila in Fontdevila et al., 1990
- D. nigrodunni - Heed and Wheeler, 1957
- D. nigrohydei - Patterson and Wheeler, 1942
- D. nigromaculata - Kikkawa and Peng, 1938
- D. nigromelanica - Patterson and Wheeler, 1942
- D. nigropleuralis - Takada, Momma and Shima, 1973
- D. nigropolita - Hardy, 1965
- D. nigrosaltans - Magalhaes, 1962
- D. nigrosparsa - Strobl, 1898
- D. nigrospiracula - Patterson and Wheeler, 1942
- D. nikananu - Burla, 1954
- D. ninarumi - Vela and Rafael, 2005
- D. nitida - Tsacas and Chassagnard, 1994
- D. nitidapex - Bigot, 1891
- D. niveifrons - Okada and Carson, 1982
- D. nixifrons - Tan, Hsu and Sheng, 1949
- D. nodosa - Duda, 1926
- D. notostriata - Okada, 1966
- D. novamexicana - Patterson, 1941
- D. novaspinofera - Gupta and Singh, 1979
- D. novazonata - Gupta and Dwivedi, 1980
- D. novemaristata - Dobzhansky and Pavan, 1943
- D. novitskii - Sulerud and Miller, 1966
- D. nubiluna - Wheeler, 1949
- D. nullilineata - Zhang and Toda, 1988
- D. nutrita - Duda, 1935
- D. nyinyii - Toda, 1991

## Mục lục
- A B C D E F G H I J K L M N O P Q R S T U V W X Y Z
- Đầu
- Tham khảo

## O
- D. oahuensis - rimshaw, 1901
- D. obatai - Hardy and Kaneshiro, 1972
- D. obscura - Fallen, 1823
- D. obscurata - de Meijere, 1911
- D. obscuricolor - Duda, 1927
- D. obscurinervis - Toda, 1986
- D. obscuripes - rimshaw, 1901
- D. ocampoae - Ruiz-Fiegalan, 2003
- D. occidentalis - Spencer, 1942
- D. ocellata - Hardy and Kaneshiro, 1969
- D. ochracea - Grimshaw, 1901
- D. ochrifrons - Duda, 1924
- D. ochrobasis - Hardy and Kaneshiro, 1968
- D. ochrogaster - Chassagnard in Chassagnard and Groseille, 1992
- D. ochropleura - Hardy and Kaneshiro in Hardy et al., 2001
- D. odontophallus - Hardy and Kaneshiro, 1968
- D. ogradi - Vela and Rafael, 2004
- D. ogumai - Zannat and Toda, 2002
- D. ohnishii - Zannat and Toda, 2002
- D. okadai - Takada, 1959
- D. okala - Magnacca and O'Grady, 2008
- D. olaae - Grimshaw, 1901
- D. omnivora - Magnacca and O'Grady, 2009
- D. onca - Dobzhansky and Pavan, 1943
- D. onychophora - Duda, 1927
- D. ophthalmitis - Tsacas, 2007
- D. orascopa - Magnacca and O'Grady, 2009
- D. oreas - Hardy, 1965
- D. oreia - Tsacas, 1980
- D. orena - Tsacas and David, 1978
- D. orestes - Hardy, 1965
- D. oribatis - Tsacas, 1980
- D. orientacea - Grimaldi, James and Jaenike, 1992
- D. oritisa - Chen, 1990
- D. orkui - Brncic and Koref-Santibanez, 1957
- D. ornata - Meigen, 1830
- D. ornata - Hardy and Kaneshiro, 1969
- D. ornatifrons - Duda, 1927
- D. ornatipennis - Williston, 1896
- D. orosa - Bock and Wheeler, 1972
- D. orphnaea - Tsacas, 2001
- D. orphnopeza - Hardy and Kaneshiro, 1968
- D. orthofascia - Hardy and Kaneshiro, 1968
- D. orthoptera - Hardy, 1965
- D. oshimai - Choo and Nakamura, 1973
- D. othoni - Pipkin, 1964
- D. ovilongata - Gupta and Gupta, 1991

## Mục lục
- A B C D E F G H I J K L M N O P Q R S T U V W X Y Z
- Đầu
- Tham khảo

## P
- D. pachea - Patterson and Wheeler, 1942
- D. pachneissa - Tsacas, 2002
- D. pachuca - Wasserman, 1962
- D. padangensis - Zhang and Toda in Zhang, Toda and Watabe, 1995
- D. paenehamifera - Hardy and Kaneshiro, 1969
- D. pagliolii - Cordeiro, 1963
- D. pagoda - Toda, 1988
- D. paharpaniensis - Singh, Dash and Fartyal, 2004
- D. painii - Singh and Negi, 1995
- D. pallidifrons - Wheeler in Wilson et al., 1969
- D. pallidipennis - Dobzhansky and Pavan, 1943
- D. pallidosa - Bock and Wheeler, 1972
- D. pallipes - Dufour, 1846
- D. palmata - Takada, Momma and Shima, 1973
- D. palniensis - Hegde and Shakunthala in Hegde et al., 1999
- D. palustris - Spencer, 1942
- D. panamensis - Malloch, 1926
- D. panina - Magnacca and O'Grady, 2008
- D. panoanoa - Magnacca and O'Grady, 2008
- D. papaalai - Magnacca and O'Grady, 2008
- D. papala - Magnacca and O'Grady, 2008
- D. papei - Bächli and Vilela, 2002
- D. papilla - Zhang and Shi in Zhang and Toda, 1992
- D. paraanthrax - Hardy and Kaneshiro in Hardy et al., 2001
- D. parabipectinata - Bock, 1971
- D. parabocainensis - Carson, 1954
- D. paracanalinea - Wheeler, 1957
- D. parachrogaster - Patterson and Mainland in Patterson, 1943
- D. paracracens - Hardy and Kaneshiro, 1979
- D. paragata - Lachaise and Chassagnard, 2001
- D. paraguayensis - Duda, 1927
- D. paraguttata - Thompson in Wheeler, 1957
- D. paraimmigrans - Gai and Krishnamurthy, 1986
- D. parakuntzei - Okada, 1973
- D. paralongifera - Gupta and Singh, 1981
- D. paralutea - Bock and Wheeler, 1972
- D. paramarginata - Singh, Dash and Fartyal, 2004
- D. paramediostriata - Townsend and Wheeler, 1955
- D. paramelanica - Patterson, 1943
- D. paramelanica - Griffen, 1942
- D. paramelanica - Patterson, 1942
- D. paranaensis - Barros, 1950
- D. parannularis - Vilela and Bächli, 1990
- D. parapallidosa - Tobari, in Matsuda and Tobari, 2009
- D. parasaltans - Magalhaes, 1956
- D. parasignata - Takada, Momma and Shima, 1973
- D. paratarsata - Vilela, 1985
- D. paraviaristata - Takada, Momma and Shima, 1973
- D. paravibrissina - Duda, 1924
- D. parazonata - Gupta and Dwivedi, 1980
- D. parisiena - Heed and Grimaldi, 1991
- D. parthenogenetica - Stalker, 1953
- D. parviprocessata - Toda, 1986
- D. parvula - Bock and Wheeler, 1972
- D. pasochoensis - Vela and Rafael, 2001
- D. patacorona - Vela and Rafael, 2005
- D. paucicilia - Hardy and Kaneshiro, 1971
- D. paucilineata - Burla, 1957
- D. paucipuncta - Grimshaw, 1901
- D. paucitarsus - Hardy and Kaneshiro, 1979
- D. paucula - Hardy, 1965
- D. pauliceia - Ratcov and Vilela, 2007
- D. paulistorum - Dobzhansky and Pavan in Burla et al., 1949
- D. paunii - Singh and Negi, 1989
- D. pavani - Brncic, 1957
- D. pavlovskiana - Kastritsis and Dobzhansky, 1967
- D. pectinifera - Wheeler and Takada, 1964
- D. pectinitarsus - Hardy, 1965
- D. pedroi - Vilela, 1984
- D. pegasa - Wasserman, 1962
- D. pellewae - Pipkin and Heed, 1964
- D. peloristoma - Magnacca and O'Grady, 2009
- D. penicillipennis - Takada, Momma and Shima, 1973
- D. peniculipedis - Hardy, 1965
- D. penidentata - Singh and Gupta, 1981
- D. peninsularis - Patterson and Wheeler, 1942
- D. penispina - Gupta and Singh, 1979
- D. pennae - Bock and Wheeler, 1972
- D. penniclubata - Singh and Gupta, 1981
- D. pentafuscata - Gupta and Kumar, 1986
- D. pentaspina - Parshad and Duggal, 1966
- D. pentastriata - Okada, 1966
- D. percnosoma - Hardy, 1965
- D. pereirai - Takada, Momma and Shima, 1973
- D. periquito - Bächli and Vilela, 2002
- D. perissopoda - Hardy, 1965
- D. perlucida - Zhang and Liang, 1995
- D. perrisi - Wheeler and Hamilton, 1972
- D. persicae - Bock and Parsons, 1978
- D. persimilis - Dobzhansky and Epling, 1944
- D. peruensis - group Ratcov and Vilela, 2007
- D. peruensis - Wheeler, 1959
- D. peruviana - Duda, 1927
- D. petalopeza - Hardy, 1965
- D. petitae - Tsacas in Tsacas and Lachaise, 1981
- D. phaeopleura - Bock and Wheeler, 1972
- D. phalerata - Meigen, 1830
- D. phyale - Tsacas, 1981
- D. picea - Hardy, 1978
- D. pichinchana - Vela and Rafael, 2004
- D. picta - Zetterstedt, 1847
- D. picticornis - Grimshaw, 1901
- D. pictifrons - Duda, 1927
- D. pictilis - Wasserman, 1962
- D. pictura - Wasserman, 1962
- D. pilacrinis - Lachaise and Chassagnard, 2002
- D. pilaresae - Vela and Rafael, 2001
- D. pilatisetae - Hardy and Kaneshiro, 1968
- D. pilimana - Grimshaw, 1901
- D. pilocornuta - Lachaise and Chassagnard, 2001
- D. pilosa - Watabe and Peng, 1991
- D. pinicola - Sturtevant, 1942
- D. pinnitarsus - Bock, 1976
- D. piratininga - Ratcov and Vilela, 2007
- D. pisonia - Hardy and Kaneshiro, 1971
- D. pittieri - Bächli and Vilela, 2002
- D. plagiata - Bezzi, 1908
- D. planitibia - ardy, 1966
- D. platitarsus - Frota-Pessoa, 1954
- D. plumosa - Grimshaw, 1901
- D. pohaka - Magnacca and O'Grady, 2008
- D. poinari - Grimaldi, 1987
- D. polita - Grimshaw, 1901
- D. polliciforma - Hardy, 1965
- D. pollinospadix - Patterson and Mainland, 1944
- D. polychaeta - Patterson and Wheeler, 1942
- D. polymorpha - Dobzhansky and Pavan, 1943
- D. ponderosa - Patterson and Mainland in Patterson, 1943
- D. ponera - Tsacas and David, 1975
- D. poonia - Magnacca and O'Grady, 2008
- D. popayan - Vilela and Bächli, 2004
- D. populi - Wheeler and Throckmorton, 1961
- D. potamophila - Toda and Peng, 1989
- D. praesutilis - Hardy, 1965
- D. prashadi - Brunetti, 1923
- D. preapicula - Hardy, 1965
- D. pretiosa - Hardy, 1965
- D. primaeva - Hardy and Kaneshiro, 1968
- D. procardinoides - Frydenberg, 1956
- D. proceriseta - Hardy, 1965
- D. prodispar - Parsons and Bock in Bock, 1982
- D. prodita - Hardy, 1965
- D. progastor - Bock, 1976
- D. prolaticilia - Hardy, 1965
- D. prolixa - Hardy, 1965
- D. prolongata - Singh and Gupta, 1978
- D. promeridiana - Wasserman, 1962
- D. prominens - Hardy, 1965
- D. propachuca - Wasserman, 1962
- D. propiofacies - Hardy, 1965
- D. prorepleta - Duda, 1925
- D. prosaltans - Duda, 1927
- D. prosimilis - Duda, 1927
- D. prostipennis - Lin in Bock and Wheeler, 1972
- D. prostopalpis - Hardy and Kaneshiro, 1968
- D. pruinifacies - Frota-Pessoa, 1954
- D. pruinosa - Duda, 1940
- D. pseudoananassae - Bock, 1971
- D. pseudoargentostriata - Wheeler, 1981
- D. pseudobaimaii - Takada, Momma and Shima, 1973
- D. pseudobocainensis - Wheeler and Magalhaes, 1962
- D. pseudodenticulata - Takada and Momma, 1975
- D. pseudomayri - Baimai, 1970
- D. pseudoobscura - Frolova in Frolova and Astaurov, 1929
- D. pseudorepleta - Vilela and Bächli, 1990
- D. pseudosaltans - Magalhaes, 1956
- D. pseudosordidula - Kaneko, Tokumitsu and Takada, 1964
- D. pseudotakahashii - Mather, 1957
- D. pseudotalamancana - Pereira and Vilela, 1987
- D. pseudotetrachaeta - Angus, 1967
- D. psilophallus - Hardy and Kaneshiro, 1971
- D. psilotarsalis - Hardy and Kaneshiro, 1975
- D. pterocelis - Tsacas and Chassagnard, 1999
- D. pugyu - Vela and Rafael, 2005
- D. pulaua - Wheeler in Wilson et al., 1969
- D. pulchella - Sturtevant, 1916
- D. pulchrella - Tan, Hsu and Sheng, 1949
- D. pullata - Tan, Hsu and Sheng, 1949
- D. pullipes - Hardy and Kaneshiro, 1972
- D. pulverea - Duda, 1927
- D. punalua - Bryan, 1934
- D. punctatipennis - Tsacas and David, 1975
- D. punctatonervosa - Frey, 1954
- D. punjabiensis - Parshad and Paika, 1964
- D. purpurea - Gupta and Sundaran, 1990
- D. putrida - Sturtevant, 1916
- D. pychnochaetae - Hardy, 1965
- D. pyo - Toda, 1991

## Mục lục
- A B C D E F G H I J K L M N O P Q R S T U V W X Y Z
- Đầu
- Tham khảo

## Q
- D. quadraria - Bock and Wheeler, 1972
- D. quadrilineata - de Meijere, 1911
- D. quadriseriata - Duda, 1924
- D. quadriserrata - Okada and Carson, 1982
- D. quadrisetae - Hardy, 1965
- D. quadrisetata - Takada, Beppu and Toda, 1979
- D. quadrum - (Wiedemann, 1830)
- D. quasianomalipes - Hardy, 1965
- D. quasiexpansa - Hardy, 1965
- D. quatrou - Tsacas, 1980
- D. querubimae - Vilela, 1983
- D. quillu - Vela and Rafael, 2005
- D. quinaria - Loew, 1866
- D. quinqueannulata - Frey, 1917
- D. quinqueramosa - Hardy and Kaneshiro in Hardy et al., 2001
- D. quinquestriata - Lin and Wheeler in Lin and Tseng, 1973
- D. quitensis - Vela and Rafael, 2004

## Mục lục
- A B C D E F G H I J K L M N O P Q R S T U V W X Y Z
- Đầu
- Tham khảo

## R
- D. racemova - Patterson and Mainland, 1944
- D. ramamensis - Dwivedi, 1979
- D. ramsdeni - Sturtevant, 1916
- D. ranchograndensis - Bächli and Vilela, 2002
- D. reaumurii - Dufour, 1845
- D. recens - Wheeler, 1960
- D. rectangularis - Sturtevant, 1942
- D. recticilia - Hardy and Kaneshiro, 1968
- D. redunca - Hardy, 1965
- D. rellima - Wheeler, 1960
- D. repleta - Wollaston, 1858
- D. repletoides - Hsu, 1943
- D. reschae - Hardy and Kaneshiro, 1975
- D. residua - Hardy, 1965
- D. reticulata - Wheeler, 1957
- D. retnasabapathyi - Takada and Momma, 1975
- D. retrusa - Hardy, 1965
- D. reynoldsiae - Hardy and Kaneshiro, 1972
- D. rhombura - Okada and Carson, 1983
- D. rhopaloa - Bock and Wheeler, 1972
- D. richardsoni - Vilela, 1983
- D. ritae - Patterson and Wheeler, 1942
- D. robusta - Sturtevant, 1916
- D. roehrae - Pipkin and Heed, 1964
- D. rosinae - Vilela, 1983
- D. rostrata - Duda, 1925
- D. ruberrima - de Meijere, 1911
- D. ruberrimoides - Zhang and Gan, 1986
- D. rubida - Mather, 1960
- D. rubidifrons - Patterson and Mainland, 1944
- D. rubra - Sturtevant, 1927
- D. rubrifrons - Patterson and Wheeler, 1942
- D. rufa - Kikkawa and Peng, 1938
- D. ruizi - Ruiz-Fiegalan, 2004
- D. ruminahuii - Vela and Rafael, 2004
- D. rumipamba - Vela and Rafael, 2005
- D. runduloma - Vela and Rafael, 2005
- D. rustica - Hardy, 1965

## Mục lục
- A B C D E F G H I J K L M N O P Q R S T U V W X Y Z
- Đầu
- Tham khảo

## S
- D. sabroskyi - Hardy, 1965
- D. sadleria - Bryan, 1938
- D. sahyadrii - Prakash and Reddy, 1979
- D. salpina - Chen, 1994
- D. saltans - Sturtevant, 1916
- D. sampa - Ratcov and Vilela, 2007
- D. sampagensis - Muniyappa and Reddy, 1980
- D. sannio - Gornostayev, 1991
- D. santomea - Lachaise and Harry in Lachaise et al., 2000
- D. saraswati - Singh and Dash, 1998
- D. sargakhetensis - Joshi, Fartyal and Singh, 2005
- D. scaptomyzoptera - Duda, 1935
- D. schachti - Bächli, Vilela and Haring, 2002
- D. schildi - Malloch, 1924
- D. schineri - Pereira and Vilela, 1987
- D. schmidti - Duda, 1924
- D. scioptera - Duda, 1927
- D. scitula - Hardy, 1966
- D. scolostoma - Hardy, 1965
- D. scopata - Bock, 1976
- D. sechellia - Tsacas and Bächli, 1981
- D. seclusa - Hardy, 1965
- D. secunda - Maca, 1992
- D. seguyi - Smart, 1945
- D. seguyiana - Chassagnard and Tsacas in Chassagnard et al., 1997
- D. sejuncta - Hardy and Kaneshiro, 1968
- D. semialba - Duda, 1925
- D. semiatra - de Meijere, 1914
- D. semifuscata - Hardy, 1965
- D. seminole - Sturtevant and Dobzhansky, 1936
- D. semipruinosa - Tsacas, 2002
- D. senei - Vilela, 1983
- D. senilis - Duda, 1926
- D. senticosa - Zhang and Shi in Zhang, Toda and Watabe, 1995
- D. seorsa - Hardy, 1965
- D. septacoila - Gai and Krishnamurthy, 1984
- D. septentriosaltans - Magalhaes and Buck in Magalhaes, 1962
- D. serenensis - Brncic, 1957
- D. serido - Vilela and Sene, 1977
- D. seriema - Tidon-Sklorz and Sene, 1995
- D. serrata - Malloch, 1927
- D. serripaenula - Okada and Carson, 1982
- D. serrula - Tsacas, 1984
- D. serrulata - Zhang and Toda in Zhang, Toda and Watabe, 1995
- D. setapex - Patterson and Mainland, 1944
- D. setifemur - Malloch, 1924
- D. setiger - Grimshaw, 1901
- D. setipalpus - Hardy, 1965
- D. setitarsa - Gupta and Dwivedi, 1980
- D. setosifrons - Hardy and Kaneshiro, 1968
- D. setosimentum - Hardy and Kaneshiro, 1968
- D. setositibia - Hardy and Kaneshiro in Hardy et al., 2001
- D. setula - Heed and Wheeler, 1957
- D. sexlineata - Duda, 1940
- D. seyanii - Chassagnard and Tsacas in Chassagnard et al., 1997
- D. sharpi - Grimshaw, 1901
- D. shi - Zhang, 2000
- D. shuyu - Vela and Rafael, 2005
- D. shwezayana - Toda, 1986
- D. shyri - Vela and Rafael, 2004
- D. siamana - Hihara and Lin, 1984
- D. siamana - Ikeda et al., 1983
- D. siangensis - Kumar and Gupta, 1988
- D. sierrae - Ruiz-Fiegalan, 2003
- D. sigmoides - Loew, 1872
- D. signata - (Duda, 1923)
- D. sikkimensis - Gupta and Gupta, 1991
- D. silvarentis - Hardy and Kaneshiro, 1968
- D. silvata - de Meijere, 1916
- D. silvestris - erkins, 1910
- D. similis - Williston, 1896
- D. simulans - Sturtevant, 1919
- D. simulivora - Tsacas and Disney, 1974
- D. sinobscura - Watabe in Watabe et al., 1996
- D. sinuata - Bock, 1982
- D. sisa - Vela and Rafael, 2005
- D. smithersi - Bock, 1976
- D. sobrina - Hardy and Kaneshiro, 1971
- D. sodomae - Hardy and Kaneshiro, 1968
- D. sogo - Burla, 1954
- D. solennis - Walker, 1860
- D. solstitialis - Chen, 1994
- D. sonorae - Heed and Castrezana, 2008
- D. soonae - Takada and Yoon, 1989
- D. sordidapex - Grimshaw, 1901
- D. sordidula - Kikkawa and Peng, 1938
- D. spadicifrons - Patterson and Mainland, 1944
- D. spaniothrix - Hardy and Kaneshiro, 1968
- D. speciosa - da Silva and Martins, 2004
- D. spectabilis - Hardy, 1965
- D. spenceri - Patterson, 1943
- D. sphaerocera - Thomson, 1869
- D. spicula - Hardy, 1965
- D. spiethi - Hardy, 1966
- D. spinatermina - Heed and Wheeler, 1957
- D. spinula - Okada and Carson, 1982
- D. sproati - Hardy and Kaneshiro, 1968
- D. spuricurviceps - Zhang and Gan, 1986
- D. stalkeri - Wheeler, 1954
- D. starmeri - Wasserman, Koepfer and Ward, 1973
- D. statzi - Ashburner and Bächli, 2004
- D. stenoptera - Hardy, 1965
- D. stenotrichala - Lachaise and Chassagnard, 2002
- D. stephanosi - Tsacas, 2003
- D. sternopleuralis - Okada and Kurokawa, 1957
- D. sticta - Wheeler, 1957
- D. stictoptera - Tsacas and Chassagnard, 1999
- D. stigma - Hardy, 1977
- D. straubae - Heed and Grimaldi, 1991
- D. strigiventris - Duda, 1927
- D. sturtevanti - Duda, 1927
- D. subarctica - Hackman, 1969
- D. subauraria - Kimura, 1983
- D. subbadia - Patterson and Mainland in Patterson, 1943
- D. subelegans - Okada, 1988
- D. subfasciata - de Meijere, 1914
- D. subfunebris - Stalker and Spencer, 1939
- D. subinfumata - Duda, 1925
- D. submacroptera - Patterson and Mainland in Patterson, 1943
- D. subobscura - Collin in Gordon, 1936
- D. suboccidentalis - Spencer, 1942
- D. subopaca - Hardy and Kaneshiro in Hardy et al., 2001
- D. suborosa - Kumar and Gupta, 1992
- D. subpalustris - Spencer, 1942
- D. subpulchrella - Takamori and Watabe in Takamori, Watabe, Fuyama, Zhang and Aotsuka, 2006
- D. subsaltans - Magalhaes, 1956
- D. subsilvestris - Hardy & Kaneshiro, 1968
- D. substenoptera - Hardy, 1969
- D. subviridis - Patterson and Mainland in Patterson, 1943
- D. succini - Grimaldi, 1987
- D. sucinea - Patterson and Mainland, 1944
- D. suffusca - Spencer in Patterson, 1943
- D. sui - Lin and Tseng, 1973
- D. sulfurigaster - (Duda, 1923)
- D. suni - Vela and Rafael, 2005
- D. surangensis - Singh, Dash and Fartyal, 2004
- D. surucucho - Vela and Rafael, 2005
- D. suturalis - Wheeler, 1957
- D. suzukii - (Matsumura, 1931)
- D. swezeyi - Hardy, 1965
- D. sycophaga - Tsacas in Tsacas and Lachaise, 1981
- D. sycophila - Tsacas in Tsacas and Lachaise, 1981
- D. sycovora - Tsacas in Tsacas and Lachaise, 1981
- D. synpanishi - Okada, 1964
- D. systenopeza - Hardy and Kaneshiro, 1979

## Mục lục
- A B C D E F G H I J K L M N O P Q R S T U V W X Y Z
- Đầu
- Tham khảo

## T
- D. taekjuni - Kim and Joo, 2002
- D. taeniata - Hardy, 1965
- D. taiensis - Kumar and Gupta, 1988
- D. taipinsanensis - Lin and Tseng, 1973
- D. takahashii - Sturtevant, 1927
- D. talamancana - Wheeler, 1968
- D. talasica - Gornostayev, 1991
- D. tamashiroi - Hardy, 1965
- D. tani - Cheng and Okada, 1985
- D. tanorum - Okada, 1964
- D. tanytarsis - Hardy and Kaneshiro in Hardy et al., 2001
- D. tanythrix - Hardy, 1965
- D. taractica - Hardy, 1965
- D. tarphytrichia - Hardy, 1965
- D. tarsalis - Walker, 1852
- D. tarsata - Schiner, 1868
- D. taxohuaycu - Vela and Rafael, 2005
- D. teissieri - Tsacas, 1971
- D. tendomentum - Hardy, 1965
- D. tenebrosa - Spencer in Patterson, 1943
- D. tenuipes - (Walker, 1849)
- D. teratos - Bock, 1982
- D. testacea - von Roser, 1840
- D. testacens - Wheeler, 1981
- D. tetrachaeta - Angus, 1964
- D. tetradentata - Singh and Gupta, 1981
- D. tetraspilota - Hardy, 1965
- D. tetravittata - Takada and Momma, 1975
- D. thienemanni - Duda, 1931
- D. tibialis - Wheeler, 1957
- D. tibudu - Burla, 1954
- D. tjibodas - de Meijere, 1916
- D. tolteca - Patterson and Mainland, 1944
- D. tomasi - Vela and Rafael, 2001
- D. tongpua - Lin and Tseng, 1973
- D. torquata - Zhang and Toda in Zhang, Toda and Watabe, 1995
- D. torrei - Sturtevant, 1921
- D. torula - Hardy, 1965
- D. totonigra - Hardy, 1965
- D. touchardiae - Hardy and Kaneshiro, 1972
- D. toxacantha - Magnacca and O'Grady, 2009
- D. toxochaeta - Perreira and Kaneshiro, 1991
- D. toyohii - Lin and Tseng, 1972
- D. tranquilla - Spencer in Patterson, 1943
- D. transfuga - Hardy, 1965
- D. transversa - Fallen, 1823
- D. trapeza - Heed and Wheeler, 1957
- D. trapezifrons - Okada, 1966
- D. triangula - Wheeler, 1949
- D. triangulina - Duda, 1927
- D. triantilia - Okada, 1988
- D. triauraria - Bock and Wheeler, 1972
- D. trichaeta - Angus, 1967
- D. trichaetosa - Hardy, 1965
- D. trichala - Lachaise and Chassagnard, 2002
- D. trichiaspis - Duda, 1940
- D. tricombata - Singh and Gupta, 1977
- D. trifiloides - Wheeler, 1957
- D. trifilum - Frota-Pessoa, 1954
- D. trilimbata - Bezzi, 1928
- D. trilutea - Bock and Wheeler, 1972
- D. tripunctata - Loew, 1862
- D. trisetosa - Okada, 1966
- D. trispina - Wheeler, 1949
- D. tristani - Sturtevant, 1921
- D. tristipennis - Duda, 1924
- D. tristipes - Duda, 1924
- D. tristis - Fallen, 1823
- D. tristriata - Heed and Wheeler, 1957
- D. trizonata - Okada, 1966
- D. tropicalis - Burla and da Cunha in Burla et al., 1949
- D. truncata - Okada, 1964
- D. truncipenna - Hardy, 1965
- D. tsacasi - Bock and Wheeler, 1972
- D. tschirnhausi - Bächli and Vilela, 2002
- D. tsigana - Burla and Gloor, 1952
- D. tsukubaensis - Takamori and Okada, 1983
- D. tuchaua - Pavan, 1950
- D. tucumana - Vilela and Pereira, 1985
- D. turbata - Hardy and Kaneshiro, 1969
- D. tychaea - Tsacas in Tsacas and Lachaise, 1981

## Mục lục
- A B C D E F G H I J K L M N O P Q R S T U V W X Y Z
- Đầu
- Tham khảo

## U
- D. umiumi - Magnacca and O'Grady, 2009
- D. ungarensis - de Meijere, 1911
- D. unguicula - Okada and Carson, 1983
- D. unicolor - (Walker, 1864)
- D. unicula - Hardy, 1965
- D. unimaculata - Strobl, 1893
- D. uninubes - Patterson and Mainland in Patterson, 1943
- D. unipectinata - Duda, 1924
- D. unipunctata - Patterson and Mainland in Patterson, 1943
- D. uniseriata - Hardy and Kaneshiro, 1968
- D. uniseta - Wasserman, Koepfer and Ward, 1973
- D. unispina - Okada, 1956
- D. upoluae - Malloch, 1934
- D. urcu - Vela and Rafael, 2005
- D. urubamba - Vilela and Pereira, 1993
- D. ustulata - de Meijere, 1908

## Mục lục
- A B C D E F G H I J K L M N O P Q R S T U V W X Y Z
- Đầu
- Tham khảo

## V
- D. valenciai - Vela and Rafael, 2001
- D. vallismaia - Tsacas, 1984
- D. vanderlindei - Ruiz-Fiegalan, 2004
- D. varga - Hardy, 1965
- D. variabilis - Hardy, 1965
- D. varians - Bock and Wheeler, 1972
- D. varipennis - Grimshaw, 1901
- D. velascoi - Ruiz-Fiegalan, 2003
- D. velata - Hardy, 1965
- D. velox - Watabe and Peng, 1991
- D. velutinifrons - Hardy, 1965
- D. venezolana - Wasserman, Fontdevila, and Ruiz, 1983
- D. venusta - Hardy, 1965
- D. verticis - Williston, 1896
- D. vesciseta - Hardy and Kaneshiro, 1968
- D. vicentinae - Vilela, 1983
- D. villitibia - Hardy, 1965
- D. villosa - Hardy, 1965
- D. villosipedis - Hardy, 1965
- D. vinnula - Hardy, 1965
- D. viracochi - Brncic and Koref-Santibanez, 1957
- D. vireni - Bächli, Vilela and Haring, 2002
- D. virgulata - Hardy and Kaneshiro, 1968
- D. virilis - Sturtevant, 1916
- D. vulcana - Graber, 1957
- D. vumbae - Bock and Wheeler, 1972

## Mục lục
- A B C D E F G H I J K L M N O P Q R S T U V W X Y Z
- Đầu
- Tham khảo

## W
- D. waddingtoni - Basden, 1976
- D. wahihuna - Magnacca and O'Grady, 2009
- D. waikamoi - Magnacca and O'Grady, 2009
- D. wangi - Toda and Zhang in Zhang, Toda and Watabe, 1995
- D. wassermani - Pitnick and Heed, 1994
- D. watanabei - Gupta and Gupta, 1992
- D. wauana - Okada and Carson, 1982
- D. wawae - Magnacca and O'Grady, 2009
- D. whartonae - Pipkin and Heed, 1964
- D. wheeleri - Patterson and Alexander, 1952
- D. wikani - Magnacca and O'Grady, 2009
- D. wikstroemiae - Magnacca and O'Grady, 2009
- D. williamsi - Hardy, 1965
- D. willistoni - Sturtevant, 1916
- D. wingei - Cordeiro, 1964

## Mục lục
- A B C D E F G H I J K L M N O P Q R S T U V W X Y Z
- Đầu
- Tham khảo

## X
- D. xalapa - Vilela and Bächli, 2004
- D. xanthia - Tsacas, 1981
- D. xanthochroa - Tsacas, 2001
- D. xanthogaster - Duda, 1924
- D. xanthognoma - Hardy, 1965
- D. xanthopallescens - Pipkin, 1964
- D. xanthosoma - Grimshaw, 1901
- D. xenophagaa - Kam and Pereira in O'Grady et al., 2003
- D. xerophila - Val in Carson et al., 1983
- D. xiphiphora - Pipkin, 1964
- D. xuthoptera - Hardy, 1965

## Mục lục
- A B C D E F G H I J K L M N O P Q R S T U V W X Y Z
- Đầu
- Tham khảo

## Y
- D. yakuba - Burla, 1954
- D. yana - Vela and Rafael, 2005
- D. yangana - Rafael and Vela, 2003
- D. yooni - Hardy, 1977
- D. yunnanensis - Watabe and Liang in Watabe et al., 1990
- D. yuwanensis - Kim and Okada, 1988

## Mục lục
- A B C D E F G H I J K L M N O P Q R S T U V W X Y Z
- Đầu
- Tham khảo

## Z
- D. z-notata - Bryan, 1934
- D. zonata - Chen and Watabe, 1993
- D. zophea - Tsacas, 2004
- D. zottii - Vilela, 1983